# Sword Art Online/Episodenliste

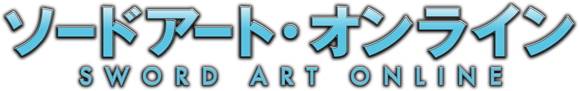
Logo des Anime zur ersten Staffel

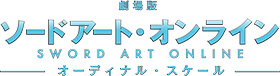
Schriftzug des Anime-Kinofilms Ordinal Scale

Diese Episodenliste enthält alle Episoden der japanischen Animeserie Sword Art Online sowie dessen Ableger Sword Art Online Alternative: Gun Gale Online.
Die deutschsprachige Erstausstrahlung der Serie im frei-empfangbaren Fernsehen begann am 27. Februar 2018 auf ProSieben, das die ersten sechs Episoden als Doppelfolgen zeigte, und wurde ab der siebten Episode von ProSieben Maxx im Rahmen der „Anime“-Nacht fortgeführt. Direkt im Anschluss der ersten Staffel wurde bekannt, dass der Sender die zweite Staffel in deutscher Erstausstrahlung zeigen wird. Eine deutschsprachige Ausstrahlung fand bereits 2014 bis 2015 auf dem Privatsender Animax statt.
Einen Ableger fand Sword Art Online in Sword Art Online Alternative: Gun Gale Online, das zwischen dem 8. April und dem 30. Juni 2018 in Japan ausgestrahlt wurde. In Deutschland wurde die Serie zeitgleich auf Wakanim im Simulcast in OmU gezeigt. Eine Ausstrahlung im deutschen Fernsehen fand bisher nicht statt.
Die dritte Staffel, Sword Art Online: Alicization wurde für den Herbst 2018 angekündigt und wurde zwischen dem 6. Oktober 2018 und dem 30. März 2019 ausgestrahlt. Dabei wurde die erste Episode, mit einer Spiellänge von einer knappen Stunde, als Special in mehreren Staaten weltweit, darunter auch Deutschland, vorab am 15. September 2018 gezeigt. In Deutschland wurde Sword Art Online: Alicization zeitgleich auf Wakanim im Simulcast in OmU gezeigt. Der zweite Teil der dritten Staffel mit dem Titel Sword Art Online: Alicization – War of Underworld wird seit Oktober 2019 in Japan ausgestrahlt und zeitgleich in Deutschland auf Wakanim veröffentlicht. Die Ausstrahlung von Sword Art Online: Alicization – War of Underworld wurde in zwei Teile aufgeteilt. Die Ausstrahlung des ersten Teils endete am 28. Dezember 2019, der zweite Teil sollte ab dem 25. April 2020 ausgestrahlt werden. Aufgrund der COVID-19-Pandemie wurde die Ausstrahlung des zweiten Teils von War of Underworld auf Juli 2020 verschoben, die Ausstrahlung endete am 19. September 2020.

## Hauptserie

### Staffel 1 (Sword Art Online)

#### Aincrad
| Nr. (ges.) | Nr. (St.) | Deutscher Titel                | Originaltitel                         | Erstausstrahlung Japan | Deutschsprachige Erstveröffentlichung (D)                              |
| ---------- | --------- | ------------------------------ | ------------------------------------- | ---------------------- | ---------------------------------------------------------------------- |
| 1          | 1         | Welt der Schwerter             | 剣の世界 (Ken no Sekai)               | 7. Juli 2012           | 20. Sep. 2013 (DVD/BD) 9. Nov. 2013 (Animax) 27. Feb. 2018 (ProSieben) |
| 2          | 2         | Beater                         | ビーター (Bītā)                       | 14. Juli 2012          | 20. Sep. 2013 9. Nov. 2013 27. Feb. 2018                               |
| 3          | 3         | Das Rentier mit der roten Nase | 赤鼻のトナカイ (Akahana no Tonakai)   | 21. Juli 2012          | 20. Sep. 2013 9. Nov. 2013 6. Mär 2018                                 |
| 4          | 4         | Der schwarze Schwertkämpfer    | 黒の剣士 (Kuro no Kenshi)             | 28. Juli 2012          | 20. Sep. 2013 9. Nov. 2013 6. Mär. 2018                                |
| 5          | 5         | Vorfall in den eigenen Reihen  | 圏内事件 (Kennai Jiken)               | 4. Aug. 2012           | 20. Sep. 2013 9. Nov. 2013 13. Mär. 2018                               |
| 6          | 6         | Der Rächer aus den Schatten    | 幻の復讐者 (Maboroshi no Fukushū-sha) | 11. Aug. 2012          | 20. Sep. 2013 9. Nov. 2013 13. Mär. 2018                               |
| 7          | 7         | Die Wärme des Herzens          | 心の温度 (Kokoro no Ondo)             | 18. Aug. 2012          | 20. Sep. 2013 9. Nov. 2013 23. Mär. 2018 (ProSieben Maxx)              |
| 8          | 8         | Schwerttanz                    | 黒と白の剣舞 (Kuro to Shiro no Kenbu) | 25. Aug. 2012          | 9. Nov. 2013 30. Mär. 2018                                             |
| 9          | 9         | Dämon der blauen Flammen       | 青眼の悪魔 (Seigan no Akuma)          | 1. Sep. 2012           | 9. Nov. 2013 6. Apr. 2018                                              |
| 10         | 10        | Rot sehen                      | 紅の殺意 (Kurenai no Satsui)          | 8. Sep. 2012           | 9. Nov. 2013 13. Apr. 2018                                             |
| 11         | 11        | Das Mädchen im Morgentau       | 朝露の少女 (Asatsuyu no Shōjo)        | 15. Sep. 2012          | 9. Nov. 2013 20. Apr. 2018                                             |
| 12         | 12        | Yui’s Herz                     | ユイの心 (Yui no Kokoro)              | 22. Sep. 2012          | 9. Nov. 2013 27. Apr. 2018                                             |
| 13         | 13        | Kluft der Verdammnis           | 奈落の淵 (Naraku no Fuchi)            | 29. Sep. 2012          | 9. Nov. 2013 4. Mai 2018                                               |
| 14         | 14        | Das Ende der Welt              | 世界の終焉 (Sekai no Shūen)           | 6. Okt. 2012           | 9. Nov. 2013 11. Mai 2018                                              |

#### Fairy Dance
| Nr. (ges.) | Nr. (St.) | Deutscher Titel               | Originaltitel                                | Erstausstrahlung Japan | Deutschsprachige Erstausstrahlung (D)                |
| ---------- | --------- | ----------------------------- | -------------------------------------------- | ---------------------- | ---------------------------------------------------- |
| 15         | 15        | Rückkehr                      | 帰還 (Kikan)                                 | 13. Okt. 2012          | 10. Nov. 2013 (Animax) 18. Mai 2018 (ProSieben Maxx) |
| 16         | 16        | Das Land der Elfen            | 妖精たちの国 (Yōsei-tachi no Kuni)           | 20. Okt. 2012          | 10. Nov. 2013 25. Mai 2018                           |
| 17         | 17        | Die gefangene Königin         | 囚われの女王 (Toraware no Joō)               | 27. Okt. 2012          | 10. Nov. 2013 1. Juni 2018                           |
| 18         | 18        | Zum Weltenbaum                | 世界樹へ (Sekaiju e)                         | 3. Nov. 2012           | 10. Nov. 2013 8. Juni 2018                           |
| 19         | 19        | Der Lugru-Korridor            | ルグルー回廊 (Rugurū Kairō)                  | 10. Nov. 2012          | 10. Nov. 2013 15. Juni 2018                          |
| 20         | 20        | General der lodernden Flammen | 猛炎の将 (Mōen no Shō)                       | 17. Nov. 2012          | 10. Nov. 2013 22. Juni 2018                          |
| 21         | 21        | Die Wahrheit                  | アルヴヘイムの真実 (Aruvuheimu no Shinjitsu) | 24. Nov. 2012          | 10. Nov. 2013 29. Juni 2018                          |
| 22         | 22        | Grand Quest                   | グランド・クエスト (Gurando Kuesuto)         | 1. Dez. 2012           | 10. Nov. 2013 6. Juli 2018                           |
| 23         | 23        | Bindungen                     | 絆 (Kizuna)                                  | 8. Dez. 2012           | 10. Nov. 2013 13. Juli 2018                          |
| 24         | 24        | Der vergoldete Held           | 鍍金の勇者 (Mekki no Yūsha)                  | 15. Dez. 2012          | 10. Nov. 2013 20. Juli 2018                          |
| 25         | 25        | Der Weltensamen               | 世界の種子 (Sekai no Shushi)                 | 22. Dez. 2012          | 10. Nov. 2013 27. Juli 2018                          |

### Staffel 2 (Sword Art Online II)

#### Phantom Bullet
| Nr. (ges.) | Nr. (St.) | Deutscher Titel            | Originaltitel                                   | Erstausstrahlung Japan | Deutschsprachige Erstausstrahlung (D)                |
| ---------- | --------- | -------------------------- | ----------------------------------------------- | ---------------------- | ---------------------------------------------------- |
| 26         | 1         | Die Welt der Gewehre       | 銃の世界 (Jū no Sekai)                          | 5. Juli 2014           | 11. Juli 2014 (Animax) 3. Aug. 2018 (ProSieben Maxx) |
| 27         | 2         | Die eisige Scharfschützin  | 氷の狙撃手 (Kōri no Sogeki Shu)                 | 12. Juli 2014          | 18. Juli 2014 10. Aug. 2018                          |
| 28         | 3         | Blutige Erinnerungen       | 鮮血の記憶 (Senketsu no Kioku)                  | 19. Juli 2014          | 25. Juli 2014 17. Aug. 2018                          |
| 29         | 4         | GGO                        | ガンゲイルオンライン (Gangeiru Onrain)          | 26. Juli 2014          | 1. Aug. 2014 24. Aug. 2018                           |
| 30         | 5         | Pistole und Schwert        | 銃と剣 (Jū to Ken)                              | 2. Aug. 2014           | 8. Aug. 2014 31. Aug. 2018                           |
| 31         | 6         | Duell in der Wildnis       | 曠野の決闘 (Kōya no kettō)                      | 9. Aug. 2014           | 15. Aug. 2014 7. Sep. 2018                           |
| 32         | 7         | Blutrote Erinnerungen      | 紅の記憶 (Kurenai no kioku)                     | 16. Aug. 2014          | 22. Aug. 2014 14. Sep. 2018                          |
| 33         | 8         | Bullet of Bullets          | バレット・オブ・バレッツ (Baretto Obu barettsu) | 23. Aug. 2014          | 29. Aug. 2014 21. Sep. 2018                          |
| 34         | 9         | Death Gun                  | デス·ガン (Desu· Gan)                           | 30. Aug. 2014          | 5. Sep. 2014 28. Sep. 2018                           |
| 35         | 10        | Vom Tod verfolgt           | 死の追撃者 (Shi no tsuigeki sha)                | 6. Sep. 2014           | 12. Sep. 2014 5. Okt. 2018                           |
| 36         | 11        | Die Bedeutung von Stärke   | 強さの意味 (Tsuyosa no Imi)                     | 13. Sep. 2014          | 19. Sep. 2014 12. Okt. 2018                          |
| 37         | 12        | Unsichtbare Kugel          | 幻の銃弾 (Maboroshi no jūdan)                   | 20. Sep. 2014          | 26. Sep. 2014 19. Okt. 2018                          |
| 38         | 13        | Phantom Bullet             | ファントム・バレット (Fantomu Baretto)          | 27. Sep. 2014          | 3. Okt. 2014 2. Nov. 2018                            |
| 39         | 14        | Ein kleiner erster Schritt | 小さな一歩 (Chisana Ippo)                       | 4. Okt. 2014           | 10. Okt. 2014 9. Nov 2018                            |
| 39.5       | 14.5      | Debriefing                 | Debriefing                                      | 11. Okt. 2014          | 17. Okt. 2014 16. Nov. 2018                          |

#### Calibur
| Nr. (ges.) | Nr. (St.) | Deutscher Titel      | Originaltitel                   | Erstausstrahlung Japan | Deutschsprachige Erstausstrahlung (D)                 |
| ---------- | --------- | -------------------- | ------------------------------- | ---------------------- | ----------------------------------------------------- |
| 40         | 15        | Die Königin des Sees | 湖の女王 (Mizūmi no joō)        | 18. Okt. 2014          | 24. Okt. 2014 (Animax) 23. Nov. 2018 (ProSieben Maxx) |
| 41         | 16        | Der König der Riesen | 巨人の王 (Kyojin no Ō)          | 25. Okt. 2014          | 31. Okt 2014 30. Nov. 2018                            |
| 42         | 17        | Excaliber            | エクスキャリバー (Ekusukyaribā) | 1. Nov. 2014           | 7. Nov. 2014 7. Dez. 2018                             |

#### Mother’s Rosario
| Nr. (ges.) | Nr. (St.) | Deutscher Titel                 | Originaltitel                           | Erstausstrahlung Japan | Deutschsprachige Erstausstrahlung (D)                 |
| ---------- | --------- | ------------------------------- | --------------------------------------- | ---------------------- | ----------------------------------------------------- |
| 43         | 18        | Das Haus im Wald                | 森の家 (Mori no Ie)                     | 8. Nov. 2014           | 14. Okt. 2014 (Animax) 14. Dez. 2018 (ProSieben Maxx) |
| 44         | 19        | Zekken                          | 絶剣 (Zekken)                           | 15. Nov. 2014          | 21. Nov 2014 21. Dez. 2018                            |
| 45         | 20        | Die Sleeping Knights            | スリーピング・ナイツ (Surīpingu Naitsu) | 22. Nov. 2014          | 28. Nov. 2014 4. Jan. 2019                            |
| 46         | 21        | Das Monument der Schwertkämpfer | 剣士の碑 (Kenshi no Hi)                 | 29. Nov. 2014          | 5. Dez. 2014 11. Jan 2019                             |
| 47         | 22        | Das Ende der Reise              | 旅路の果て (Tabiji no Hate)             | 6. Dez. 2014           | 12. Dez. 2014 18. Jan. 2019                           |
| 48         | 23        | Der Beginn des Traumes          | 夢の始まり (Yume no Hajimari)           | 13. Dez. 2014          | 19. Dez. 2014 25. Jan. 2019                           |
| 49         | 24        | Mother’s Rosario                | マザーズ・ロザリオ (Mazāzu rozario)     | 20. Dez. 2014          | 26. Dez. 2014 1. Feb. 2019                            |

### Staffel 3 (Alicization)

#### Alicization Beginning
| Nr. (ges.) | Nr. (St.) | Deutscher Titel                 | Originaltitel                                  | Erstausstrahlung Japan | Deutschsprachige Erstveröffentlichung (D) |
| ---------- | --------- | ------------------------------- | ---------------------------------------------- | ---------------------- | ----------------------------------------- |
| 50         | 1         | Underworld                      | アンダーワールド (Andāwārudo)                  | 6. Okt. 2018 1         | 25. Juli 2019 (Animax)                    |
| 51         | 2         | Der Teufelsbaum                 | 悪魔の樹 (Akuma no Ki)                         | 13. Okt. 2018          | 1. Aug. 2019                              |
| 52         | 3         | Das Grenzgebirge                | 果ての山脈 (Hate no Sanmyaku)                  | 20. Okt. 2018          | 8. Aug. 2019                              |
| 53         | 4         | Der Aufbruch                    | 旅立ち (Tabidachi)                             | 27. Okt. 2018          | 15. Aug. 2019                             |
| 54         | 5         | Ocean Turtle                    | オーシャン・タートル (Ōshan Tātoru)            | 3. Nov. 2018           | 22. Aug. 2019                             |
| 55         | 6         | Projekt "Alicization"           | アリシアゼーション計画 (Arishiazēshon Keikaku) | 10. Nov. 2018          | 29. Aug. 2019                             |
| 56         | 7         | Die Schule der Schwertkünste    | 剣の学び舎 (Ken no Manabiya)                   | 17. Nov. 2018          | 26. Sep. 2019                             |
| 57         | 8         | Der Stolz eines Schwertkämpfers | 剣士の矜持 (Kenshi no Kyōji)                   | 24. Nov. 2018          | 3. Okt. 2019                              |
| 58         | 9         | Die Pflichten des Adels         | 貴族の責務 (Kizoku no Sekimu)                  | 1. Dez. 2018           | 10. Okt. 2019                             |
| 59         | 10        | Das Verbotsregister             | 禁忌目録 (Kinki Mokuroku)                      | 8. Dez. 2018           | 17. Okt. 2019                             |
| 60         | 11        | Die Central Cathedral           | セントラル・カセドラル (Sentoraru Kasedoraru)  | 15. Dez. 2018          | 24. Okt. 2019                             |
| 61         | 12        | Die Weise in der Bibliothek     | 図書室の賢者 (Tosho-shitsu no Kenja)           | 22. Dez. 2018          | 31. Okt. 2019                             |
| 62         | 13        | Herrscher und Schlichter        | 支配者と調停者 (Shihai-sha to Chōtei-sha)      | 5. Jan. 2019           | 7. Nov. 2019                              |

#### Alicization Rising
| Nr. (ges.) | Nr. (St.) | Deutscher Titel                | Originaltitel                      | Erstausstrahlung Japan | Deutschsprachige Erstveröffentlichung (D)    |
| ---------- | --------- | ------------------------------ | ---------------------------------- | ---------------------- | -------------------------------------------- |
| 63         | 14        | Der feuerrote Ritter           | 紅蓮の騎士 (Guren no Kishi)        | 12. Jan. 2019          | 14. Nov. 2019 (Animax)                       |
| 64         | 15        | Der Ritter der sengenden Sonne | 烈日の騎士 (Retsujitsu no Kishi)   | 19. Jan. 2019          | 21. Nov. 2019                                |
| 65         | 16        | Der Ritter der süßen Duftblüte | 金木犀の騎士 (Kinmokusei no Kishi) | 26. Jan. 2019          | 28. Nov. 2019                                |
| 66         | 17        | Waffenstillstand               | 休戦協定 (Kyūsen Kyōtei)           | 2. Feb. 2019           | 5. Dez. 2019                                 |
| 67         | 18        | Der legendäre Held             | 伝説の英雄 (Densetsu no Eiyū)      | 9. Feb. 2019           | 12. Dez. 2019 (Animax) 5. Dez. 2019 (DVD/BD) |
| 67.5       | 18.5      | Recollection                   | リコレクション (Rikorekushon)      | 16. Feb. 2019          | 5. Dez. 2019 (DVD/BD)                        |
| 68         | 19        | Das Siegel im rechten Auge     | 右目の封印 (Migime no Fūin)        | 23. Feb. 2019          | 19. Dez. 2019                                |
| 69         | 20        | Synthesis                      | シンセサイズ (Shinsesaizu)         | 2. März 2019           | 26. Dez. 2019                                |

#### Alicization Uniting
| Nr. (ges.) | Nr. (St.) | Deutscher Titel   | Originaltitel                               | Erstausstrahlung Japan | Deutschsprachige Erstveröffentlichung (D) |
| ---------- | --------- | ----------------- | ------------------------------------------- | ---------------------- | ----------------------------------------- |
| 70         | 21        | Ritter Nummer 32  | 三十二番目の騎士 (San jū ni-banme no Kishi) | 9. März 2019           | 2. Jan. 2020 (Animax)                     |
| 71         | 22        | Der Schwertgigant | 剣の巨人 (Ken no Kyojin)                    | 16. März 2019          | 9. Jan. 2020                              |
| 72         | 23        | Administrator     | アドミニストレータ (Adominisutorēta)        | 23. März 2019          | 16. Jan. 2020                             |
| 73         | 24        | Mein Held         | ぼくの英雄 (Boku no Eiyū)                   | 30. März 2019          | 23. Jan. 2020                             |

### Staffel 3 – Teil 2 (Alicization – War of Underworld)

#### Alicization Invading
| Nr. (ges.) | Nr. (St.) | Deutscher Titel                | Originaltitel                     | Erstausstrahlung Japan | Deutschsprachige Erstveröffentlichung (D) |
| ---------- | --------- | ------------------------------ | --------------------------------- | ---------------------- | ----------------------------------------- |
| 73.5       | 24.5      | Reflection                     | リフレクション (Rifurekushon)     | 5. Okt. 2019           | 3. Sep. 2020 (DVD/BD)                     |
| 74         | 25        | Im Norden                      | 北の地にて (Kita no Ji Nite)      | 12. Okt. 2019          | 16. Juli 2020 (Animax)                    |
| 75         | 26        | Der Angriff                    | 襲撃 (Shuugeki)                   | 19. Okt. 2019          | 23. Juli 2020                             |
| 76         | 27        | Die finale Belastungsprobe     | 最終負荷実験 (Saishū Fuka Jikken) | 26. Okt. 2019          | 30. Juli 2020                             |
| 77         | 28        | Das Dark Territory             | ダークテリトリー (Dāku Teritorī)  | 2. Nov. 2019           | 6. Aug. 2020                              |
| 78         | 29        | Die Nacht vor dem Kriegsbeginn | 開戦前夜 (Kaisen Zenya)           | 9. Nov. 2019           | 13. Aug. 2020                             |

#### Alicization Exploding
| Nr. (ges.) | Nr. (St.) | Deutscher Titel                  | Originaltitel                           | Erstausstrahlung Japan | Deutschsprachige Erstveröffentlichung (D) |
| ---------- | --------- | -------------------------------- | --------------------------------------- | ---------------------- | ----------------------------------------- |
| 79         | 30        | Der Kampf der Ritter             | 騎士たちの戦い (Kishi-tachi no Tatakai) | 16. Nov. 2019          | 20. Aug. 2020                             |
| 80         | 31        | Das Stigma des Untauglichen      | 失格者の烙印 (Shikkaku-sha no Rakuin)   | 23. Nov. 2019          | 10. Sep. 2020                             |
| 81         | 32        | Blut und Leben                   | 血と命 (Chi to Inochi)                  | 30. Nov. 2019          | 17. Sep. 2020                             |
| 82         | 33        | Schwert und Faust                | 剣と拳 (Ken to Ken)                     | 7. Dez. 2019           | 24. Sep. 2020                             |
| 83         | 34        | Stacia, die Göttin der Schöpfung | 創世神ステイシア (Sōsei Shin Suteishia) | 14. Dez. 2019          | 1. Okt. 2020                              |

#### Alicization Awakening
| Nr. (ges.) | Nr. (St.) | Deutscher Titel                | Originaltitel                            | Erstausstrahlung Japan | Deutschsprachige Erstveröffentlichung (D) |
| ---------- | --------- | ------------------------------ | ---------------------------------------- | ---------------------- | ----------------------------------------- |
| 84         | 35        | Eine unmenschliche Wahl        | 非情の選択 (Hijō no Sentaku)             | 21. Dez. 2019          | 8. Okt. 2020 (Animax)                     |
| 85         | 36        | Ein Lichtstrahl                | 一筋の光 (Hitosuji no Hikari)            | 28. Dez. 2019          | 15. Okt. 2020                             |
| 85.5       | 36.5      | Reminiscence                   | レミニセンス (Reminisensu)               | 4. Juli 2020           | –                                         |
| 86         | 37        | Der große Krieg von Underworld | アンダーワールド大戦 (Andāwārudo Taisen) | 11. Juli 2020          | 3. Juni 2021                              |
| 87         | 38        | Das Ende der Ewigkeit          | 無限の果て (Mugen no Hate)               | 18. Juli 2020          | 10. Juni 2021                             |
| 88         | 39        | Aufwiegelung                   | 扇動 (Sendō)                             | 25. Juli 2020          | 17. Juni 2021                             |
| 89         | 40        | Code 871                       | コード８７１ (Kōdo Hachi Nana Ichi)      | 1. Aug. 2020           | 24. Juni 2021                             |
| 90         | 41        | Des Teufels Sohn               | 悪魔の子 (Akuma no Ko)                   | 8. Aug. 2020           | 1. Juli 2021                              |

#### Alicization Lasting
| Nr. (ges.) | Nr. (St.) | Deutscher Titel        | Originaltitel               | Erstausstrahlung Japan | Deutschsprachige Erstveröffentlichung (D) |
| ---------- | --------- | ---------------------- | --------------------------- | ---------------------- | ----------------------------------------- |
| 91         | 42        | Erinnerungen           | 記憶 (Kioku)                | 15. Aug. 2020          | 8. Juli 2021                              |
| 92         | 43        | Erwachen               | 覚醒 (Kakusei)              | 22. Aug. 2020          | –                                         |
| 93         | 44        | Das Nachthimmelschwert | 夜空の剣 (Yozora no Ken)    | 29. Aug. 2020          | –                                         |
| 94         | 45        | Jenseits der Zeit      | 時の彼方 (Toki no Kanata)   | 5. Sep. 2020           | –                                         |
| 95         | 46        | Alice                  | アリス (Arisu)              | 12. Sep. 2020          | –                                         |
| 96         | 47        | Neue Welt              | ニューワールド (Nyū Wārudo) | 19. Sep. 2020          | –                                         |

## Ableger

### Sword Art Online Alternative: Gun Gale Online
| Nr. | Deutscher Titel                      | Originaltitel                                         | Erstausstrahlung Japan | Deutschsprachige Erstveröffentlichung (D) |
| --- | ------------------------------------ | ----------------------------------------------------- | ---------------------- | ----------------------------------------- |
| 1   | Squad Jam                            | スクワッド・ジャム (Sukuwaddo Jamu)                   | 8. Apr. 2018           | 21. März 2019                             |
| 2   | GGO                                  | GGO                                                   | 15. Apr. 2018          | 21. März 2019                             |
| 3   | Fanbrief                             | ファンレター (Fan Retā)                               | 22. Apr. 2018          | 28. März 2019                             |
| 4   | Death Game                           | デスゲーム (Desu Gēmu)                                | 29. Apr. 2018          | 4. Apr. 2019                              |
| 5   | Der letzte Kampf ist meiner          | ラストバトルは私に (Rasuto Batoru wa Watashi ni)      | 6. Mai 2018            | 11. Apr. 2019                             |
| 5.5 | Refrain                              | ルフラン (Rufuran)                                    | 13. Mai 2018           | 18. Apr. 2019                             |
| 6   | SAO-Loser                            | SAO失敗者 (SAO Rūzā)                                  | 20. Mai 2018           | 25. Apr. 2019                             |
| 7   | Second Squad Jam                     | セカンド・スクワッド・ジャム (Sekando Sukuwaddo Jamu) | 27. Mai 2018           | 2. Mai 2019                               |
| 8   | Sprengfalle                          | ブービートラップ (Būbī Torappu)                       | 3. Juni 2018           | 9. Mai 2019                               |
| 9   | Das zehnminütige Massaker            | 十分間の鏖殺 (Juppunkan no Ōsatsu)                    | 9. Juni 2018           | 16. Mai 2019                              |
| 10  | Die Wiederauferstehung des Erlkönigs | 魔王復活 (Maō Fukkatsu)                               | 16. Juni 2018          | 23. Mai 2019                              |
| 11  | LLENN dreht durch                    | イカれたレン (Ikareta Ren)                            | 23. Juni 2018          | 30. Mai 2019                              |
| 12  | Applaus                              | 拍手 (Hakushu)                                        | 30. Juni 2018          | 6. Juni 2019                              |

## Kinofilme und Specials
| Titel                               | Art                     | Veröffentlichung (Japan)      | Veröffentlichung (Deutschland) |
| ----------------------------------- | ----------------------- | ----------------------------- | ------------------------------ |
| Sword Art Online: Sword Art Offline | Spezial (9 Episoden)    | 24. Okt. 2012 – 19. Nov. 2013 | 20. Sep. 2013 – 28. Mär. 2014  |
| Sword Art Online: Extra Edition     | Spezial (TV-Spielfilm)  | 31. Dez. 2013                 | 31. Dez. 2013                  |
| Sword Art Offline: Extra Edition    | Spezial (1 Episode)     | 23. Apr. 2014                 | 1. Aug. 2014                   |
| Sword Art Offline II                | Spezial (9 Episoden)    | 22. Okt. 2014 – 24. Jun. 2015 | 24. Apr. – 30. Okt. 2015       |
| Sword Art Online: Ordinal Scale     | Kinofilm                | 18. Feb. 2017                 | 18. Feb. 2017                  |
| Sword Art Offline: Ordinal Scale    | Spezial (Bonusmaterial) | 27. Sep. 2017                 | 15. Dez. 2017                  |